# Стураро, Стефано
Сте́фано Стура́ро (итал. Stefano Sturaro; род. 9 марта 1993, Сан-Ремо, Лигурия) — итальянский футболист, полузащитник клуба «Катания».

## Биография

### Ранние годы
Стефано Стураро родился в небольшом курортном городе Сан-Ремо на севере Италии. Там же он начал играть в футбол в академии местного клуба «Санремезе».

### Клубная карьера
В 2008 году Стураро перешёл в академию «Дженоа». Выступая за примаверу генуэзского клуба, Стефано завоевал свой первый трофей, когда в 2010 году его команда стала обладателем Суперкубка Италии среди молодёжных команд, обыграв со счётом 5:0 сверстников из «Милана». В том же сезоне Стураро был привлечён к работе с основной командой, однако так и не вышел на поле, лишь раз попав в заявку на матч.
23 июля 2012 года Стураро отправился в годичную аренду в ФК «Модена», выступавшую в серии B. Выступая за жёлто-синих, Стефано впервые вышел на поле в официальном матче взрослых команд. Это произошло на 72-й минуте матча 2 раунда кубка Италии 2012/2013 против ФК «Зюйдтироль».
30 июня 2013 года срок аренды закончился, и Стураро вернулся в Геную. И уже в первом туре чемпионата дебютировал в серии А, выйдя на замену в матче против «Интера» за минуту до окончания встречи. В 26-м туре Стураро забил первый гол в клубной карьере, поразив на 85-й минуте ворота «Катании».
В следующее межсезонье Стураро был куплен действующим чемпионом Италии — туринским «Ювентусом». По договорённости между клубами, Стураро оставался в аренде в «Дженоа» на следующий сезон. Однако уже в следующее трансферное окно туринцы вернули Стураро из аренды, а 14 марта впервые вышел на поле в футболке «Ювентуса» в матче серии А против «Палермо». В том же сезоне Стефано дебютировал в Лиге чемпионов, выйдя на замену в первом четвертьфинальном матче против «Монако». По итогам сезона Стураро стал чемпионом Италии и обладателем кубка Италии.
В матче 1/8 финала Лиги чемпионов 2015/16 против «Баварии» Стураро вышел на замену на 69 минуте вместо Сами Хедиры, и спустя 7 минут забил свой первый гол в еврокубках, сравняв счёт в матче.
По итогам сезона 2015/2016 Стураро стал обладателем трёх трофеев в составе «Ювентуса», одержавшим победу в Серии А, Кубке Италии и Суперкубке Италии.

### Карьера в сборной
Стураро стал привлекаться к играм молодёжных сборных Италии с 17 лет, когда 17 февраля 2011 года дебютировал за юношескую сборную Италии U-18 в товарищеском матче против сверстников из Норвегии. Всего за разные юношеские и молодёжные сборные Стефано провёл 16 матчей забив 2 года.
В 2015 году Стураро принял участие в чемпионате Европы по футболу среди молодёжных команд. В первом матче группового этапа он заработал удаление, и больше не сыграл в соревновании.
С 31 мая 2016 года главный тренер сборной Италии Антонио Конте объявил окончательный состав команды на чемпионате Европы 2016, включив в него Стефано Стураро, с которым знаком по совместной работе в «Ювентусе». 6 июня Стефано дебютировал за сборную Италии, выйдя на замену в товарищеском матче против сборной Финляндии.

## Достижения
«Ювентус»
- Чемпион Италии: 2014/15, 2015/16, 2016/17, 2017/18.
- Обладатель кубка Италии: 2014/15, 2015/16, 2016/17, 2017/18.
- Обладатель суперкубка Италии: 2015, 2017
- Финалист Лиги чемпионов: 2014/2015

## Статистика выступлений

### Клубная
| Команда          | Сезон            | Чемпионат | Чемпионат | Кубок | Кубок | Еврокубки | Еврокубки | Прочее | Прочее | Итого | Итого |
| Команда          | Сезон            | Игры      | Голы      | Игры  | Голы  | Игры      | Голы      | Игры   | Голы   | Игры  | Голы  |
| ---------------- | ---------------- | --------- | --------- | ----- | ----- | --------- | --------- | ------ | ------ | ----- | ----- |
| Модена           | 2012/13          | 8         | 0         | 2     | 0     | 0         | 0         | 0      | 0      | 10    | 0     |
| Модена           | Итого            | 8         | 0         | 2     | 0     | 0         | 0         | 0      | 0      | 10    | 0     |
| Дженоа           | 2013/14          | 16        | 1         | 0     | 0     | 0         | 0         | 0      | 0      | 16    | 1     |
| Дженоа           | 2014/15          | 13        | 0         | 2     | 0     | 0         | 0         | 0      | 0      | 15    | 0     |
| Дженоа           | Итого            | 29        | 1         | 2     | 0     | 0         | 0         | 0      | 0      | 31    | 1     |
| Ювентус          | 2014/15          | 12        | 1         | 1     | 0     | 2         | 0         | 0      | 0      | 15    | 1     |
| Ювентус          | 2015/16          | 19        | 1         | 2     | 0     | 6         | 1         | 1      | 0      | 28    | 2     |
| Ювентус          | 2016/17          | 21        | 0         | 2     | 0     | 4         | 0         | 1      | 0      | 28    | 0     |
| Ювентус          | Итого            | 52        | 2         | 5     | 0     | 12        | 1         | 2      | 0      | 71    | 3     |
| Всего за карьеру | Всего за карьеру | 89        | 3         | 9     | 0     | 12        | 1         | 2      | 0      | 112   | 4     |

### В сборной
| Матчи и голы Стефано Стураро за сборную Италии | Матчи и голы Стефано Стураро за сборную Италии | Матчи и голы Стефано Стураро за сборную Италии | Матчи и голы Стефано Стураро за сборную Италии | Матчи и голы Стефано Стураро за сборную Италии | Матчи и голы Стефано Стураро за сборную Италии | Матчи и голы Стефано Стураро за сборную Италии |
| №                                              | Дата                                           | Место проведения                               | Соперник                                       | Счёт                                           | Голы                                           | Соревнование                                   |
| ---------------------------------------------- | ---------------------------------------------- | ---------------------------------------------- | ---------------------------------------------- | ---------------------------------------------- | ---------------------------------------------- | ---------------------------------------------- |
| 1                                              | 6 июня 2016                                    | Верона                                         | Финляндия                                      | 2:0                                            | —                                              | Товарищеский матч                              |
| 2                                              | 17 июня 2016                                   | Тулуза                                         | Швеция                                         | 1:0                                            | —                                              | Финальные матчи ЧЕ 2016                        |
| 3                                              | 22 июня 2016                                   | Вильнёв-д’Аск                                  | Ирландия                                       | 0:1                                            | —                                              | Финальные матчи ЧЕ 2016                        |
| 4                                              | 2 июля 2016                                    | Бордо                                          | Германия                                       | 1:1                                            | —                                              | Финальные матчи ЧЕ 2016                        |

Итого: 4 матча / 0 голов; 2 победы, 1 ничья, 1 поражение.
| Сборная          | Год              | Отборочные матчи ЧМ | Отборочные матчи ЧМ | Финальные матчи ЧМ | Финальные матчи ЧМ | Отборочные матчи ЧЕ | Отборочные матчи ЧЕ | Финальные матчи ЧЕ | Финальные матчи ЧЕ | Товарищеские матчи | Товарищеские матчи | Итого | Итого |
| Сборная          | Год              | Игры                | Голы                | Игры               | Голы               | Игры                | Голы                | Игры               | Голы               | Игры               | Голы               | Игры  | Голы  |
| ---------------- | ---------------- | ------------------- | ------------------- | ------------------ | ------------------ | ------------------- | ------------------- | ------------------ | ------------------ | ------------------ | ------------------ | ----- | ----- |
| Италия           | 2016             | -                   | -                   | -                  | -                  | -                   | -                   | 3                  | 0                  | 1                  | 0                  | 4     | 0     |
| Всего за карьеру | Всего за карьеру | 0                   | 0                   | 0                  | 0                  | 0                   | 0                   | 3                  | 0                  | 1                  | 0                  | 4     | 0     |